# NK Donji Miholjac
NK Donji Miholjac je nogometni klub iz Donjeg Miholjca u Osječko-baranjskoj županiji.
NK Donji Miholjac je član Nogometnog središta D. Miholjac te Županijskog nogometnog saveza Osječko-baranjske županije. Klub je osnovan 2019. U klubu treniraju i nastupaju samo mlađe kategorije i to prednatjecatelji U-8, početnici U-10, mlađi pioniri U-12 i stariji pioniri U-14. Klub uz redovne lige mladeži bilježi nastupe na mnogobrojnim turnirima mladeži u Hrvatskoj i inozemstvu.
Klub je u stanju mirovanja od 2022. godine

## Vanjske poveznice
- https://www.donjimiholjac.hr/sportske-udruge